# Messi (cão)
Messi (nascido em 4 de abril de 2016) é um ator cão Border collie francês, conhecido por seu papel como Snoop no filme Anatomie d'une chute de 2023, pelo qual ganhou vários prêmios, incluindo o Palm Dog Award no Festival de Cinema de Cannes de 2023.

## Juventude e família
Messi é propriedade da treinadora de cães Laura Martin Contini, que o adotou de um vizinho quando ele era cachorrinho. Nomeado em homenagem ao jogador de futebol argentino Lionel Messi, ele foi o primeiro cachorro que Contini treinou para o cinema. Messi mora com Contini em um subúrbio fora de Paris, França.

## Carreira
Em 2023, Messi fez sua estreia no cinema interpretando o papel de Snoop no drama jurídico de Justine Triet Anatomie d'une chute, pelo qual ganhou o Palm Dog Award no Festival de Cinema de Cannes de 2023, com o júri afirmando que a atuação de Messi "cobre o gambito... um dos melhores que já vimos." Triet disse ao The Hollywood Reporter que o personagem de Messi "não era apenas outro personagem ou algum animal correndo por aí [mas] parte do elenco do filme tanto quanto qualquer um dos outros atores".
Após sua atuação em Anatomie d'une chute, Messi se tornou uma sensação na internet e tema de diversos memes na internet.
Em 12 de fevereiro de 2024, Messi participou do almoço dos indicados ao Oscar ao lado de seus colegas de elenco de Anatomie d'une chute.
Em 10 de março de 2024, Messi participou da cerimônia do 96.º Oscar e teve seu próprio lugar na plateia. Antes da cerimônia, o apresentador do programa, Jimmy Kimmel, compartilhou um vídeo no qual ele podia ser visto ensaiando suas piadas do Oscar com o cachorro. Um clipe de Messi "batendo palmas" com a ajuda de sua equipe foi mostrado durante o monólogo de Kimmel. No final do show, Messi foi mostrado parecendo urinar na estrela de Matt Damon na Calçada da Fama de Hollywood como parte da rivalidade entre Damon e Kimmel.

## Filmografia
| Ano  | Título               | Personagem |
| ---- | -------------------- | ---------- |
| 2023 | Anatomie d'une chute | Snoop      |

## Prêmios
| Ano  | Associações        | Categoria         | Nomeações            | Resultado | Ref.   |
| ---- | ------------------ | ----------------- | -------------------- | --------- | ------ |
| 2023 | Festival de Cannes | Palm Dog Award    | Anatomie d'une chute | Venceu    | [ 7 ]  |
| 2024 | Q d'or             | Melhor Cachorro   | Anatomie d'une chute | Venceu    | [ 17 ] |
| 2024 | Fido Awards        | Momento Vira-lata | Anatomie d'une chute | Venceu    | [ 18 ] |
| 2024 | Fido Awards        | Melhor do Mundo   | Anatomie d'une chute | Venceu    | [ 18 ] |